# Ideopsis gaura
Ideopsis gaura is een vlinder uit de familie Nymphalidae, onderfamilie Danainae.
De wetenschappelijke naam van de soort is voor het eerst geldig gepubliceerd in 1829 door Thomas Horsfield.